# Желтяков Євген Іванович
Євген Іванович Желтяков (28 грудня 1924, Биково — 1991) — російський радянський живописець і педагог; член Спілки художників СРСР.

## Біографія
Народився 28 грудня 1924 року в селі Биковому (нині Волгоградська область, Росія). У 1940—1941 роках навчався у Сталінградському художньому училищі; у 1948—1952 роках — в Пензенському художньому училищі у Микити Краснова, Михайла Бунчина; у 1952—1958 роках — у Харківському художньому інституті у Валентина Сизикова. Дипломна робота — оформлення п'єси «Фортеця на Волзі» Іллі Кремльова (керівник Борис Косарєв).
Протягом 1958—1959 років викладав у Одеському художньому училищі. Серед учнів: Валерій Басанець, Володимир Стрельников. В подальшому мешкав у Волгограді. Помер у 1991 році.

## Творчість
Працював у галузі станкового живопису, створював тематичні картини, портрети. Серед робіт:
тематичні картини
- «Весні назустріч» (темпера, 1963—1964, Волгоградський музей образотворчих мистецтв);
- «Весняні голоси» (1964);
- «У роки перелому» (1966—1967);
- «На історичному шосе» (1967),
- «Робфаківці» (1969);
- «Рідна земля» (1972);
- «В окопах Сталінграда» (1973);

портрети
- «Дочка» (1962);
- «Повний кавалер ордена Слави Микола Красюков» (1968);
- «Володимир Маяковський» (1969);
- «Ветеран» (1970).

Брав участь у виставках з 1964 року.